# Curcuma scaposa
Curcuma scaposa är en enhjärtbladig växtart som först beskrevs av Joseph Nimmo, och fick sitt nu gällande namn av Škornick. och M.Sabu. Curcuma scaposa ingår i släktet Curcuma och familjen Zingiberaceae. Inga underarter finns listade i Catalogue of Life.